# Józef Małysz
Józef Małysz (ur. 7 lutego 1896 w Pogórzu, zm. ?) – polski robotnik, poseł do Krajowej Rady Narodowej (1945–1947). 

## Życiorys
Po ukończeniu szkoły podstawowej w Sławnicy, kształcił się w szkole zawodowej w Witkowicach. Pracował w stoczni w Trieście jako ślusarz. W 1915 powołano go do armii austriackiej, w której służył do 1918. 
W wolnej Polsce pracował jako górnik w kopalni „Barbara” w Chorzowie (do 1929), później był ślusarzem w hucie „Piłsudski” oraz radcą zakładowym (do 1939). 
W 1945 został zatrudniony w hucie „Kościuszko”. W tym samym roku wstąpił do SD. Z jego ramienia był posłem do Krajowej Rady Narodowej. 

## Ordery i odznaczenia
- Srebrny Krzyż Zasługi (29 kwietnia 1946)[1]